# Povest o neizvestnom aktjore
Povest o neizvestnom aktjore (russisk: Повесть о неизвестном актёре) er en sovjetisk spillefilm fra 1976 af Aleksandr Sarkhi.

## Medvirkende
- Jevgenij Jevstignejev som Pavel Gorjaev
- Alla Demidova som Olga Svetilnikova
- Igor Kvasja som Viktor Veresjjagin
- Angelina Stepanova som Marija Gorjaeva
- Igor Starygin som Vadim